# Josef Brukner
Josef Brukner (* 15. Februar 1932 in Písek; † 14. Januar 2015 in Prag) war tschechischer Schriftsteller, Übersetzer und Drehbuchautor.

## Leben
1951 legte er das Abitur ab und absolvierte 1957 Dramaturgie an der FAMU. Im gleichen Jahr wurde er Redakteur beim Staatlichen Verlag für Kinderliteratur. 1972 dann Redakteur des Verlages Tschechischer Schriftsteller und seit 1990 Chefredakteur der Zeitschrift Quendel „Mateřídouška“.

## Werke
Er war Mitautor der Alltagspoesie, die in der Zeitschrift Mai (Květen) erschien und Autor von Texten und Gedichten in Werken von Josef Lada. Außer eigenen Werken übersetzte er aus dem Polnischen, Deutschen und dem Französischen. Er war auch Herausgeber von Sammlungen der Schriftsteller Fráňa Šrámek und Jaroslav Vrchlický.